# Frederik
Frederik is een jongensnaam. De betekenis is ongeveer "machtige beschermer", van frede (vrede, bescherming) en rik (machtig).
In het Nederlandse taalgebied komt de naam al vrij vroeg voor. De naam wordt bijvoorbeeld al gedragen door de Utrechtse bisschop Frederik I in de negende eeuw.

## Varianten
De volgende namen (o.a.) zijn varianten of afgeleiden van Frederik:
- Drikus, Fedderik, Feddrick, Fedrik, Feerk, Ferk, Freark, Fred, Fredrik, Freddy, Free, Freek, Freere, Freerk, Freke, Frerik, Fridericus, Frids, Fridse, Friederk, Frietsen, Frikke, Frits, Frytsen, Rik, Vrederijk, Vredenrijk

Mannelijke varianten in andere talen zijn:
- Duits: Fred, Freddo, Frido, Fried, Friedrich, Fritz
- Engels: Fred, Freddy, Frederic, Frederick
- Frans: Frédéric, Frédérick, Frédérique
- Hongaars: Frigyes
- Italiaans: Federico
- Pools: Fryderyk
- Spaans: Fadrique, Federigo
- Tsjechisch: Bedřich
- Zweeds: Fredrik

Vrouwelijke varianten zijn: Frederika, Freda, Frida, Frieda en Frédérique.

## Heilige
- Frederik I, bisschop van Utrecht (ca. 820-ca. 838), heilig verklaard, kerkelijke feestdag 18 juli

## Monarchen en hoge adel

### Koningen en keizers van het Heilige Roomse Rijk
- Keizer Frederik I Barbarossa (1122-1190), koning (1152-1190) en keizer (1155-1190) van het Heilige Roomse Rijk
- Keizer Frederik II (1194-1250), koning van Sicilië (1197-1250) en koning (1212-1250) en keizer (1221-1250) van het Heilige Roomse Rijk
- Keizer Frederik III (1415–1493), koning (1440–1493) en keizer (1452–1493) van het Heilige Roomse Rijk
- Frederik III "de Schone" (1289-1330), hertog van Oostenrijk en Stiermarken (1306-1330), tegen-koning van het Heilige Roomse Rijk (1314-1330)

### Keizers van Duitsland
- Frederik III van Duitsland (1831–1888), Duits keizer en koning van Pruisen (1888)

### Koningen van Denemarken en Noorwegen
- Frederik I van Denemarken (1471-1533), koning van Denemarken en Noorwegen (1523-1533)
- Frederik II van Denemarken (1534-1588), koning van Denemarken en Noorwegen (1559-1588)
- Frederik III van Denemarken (1609–1670), koning van Denemarken en Noorwegen (1648–1670)
- Frederik IV van Denemarken (1671-1730), koning van Denemarken en Noorwegen (1699–1730)
- Frederik V van Denemarken (1723-1766), koning van Denemarken en Noorwegen (1746-1766)
- Frederik VI van Denemarken (1768-1869), koning van Denemarken (1808-1839) en Noorwegen (1808-1814)

### Koningen van Denemarken
- Frederik VII van Denemarken (1808-1863), koning van Denemarken (1848-1863)
- Frederik VIII van Denemarken (1843-1912), koning van Denemarken (1906-1912)
- Frederik IX van Denemarken (1899-1972), koning van Denemarken (1947-1972)
- Frederik van Denemarken (1968), koning van Denemarken (2024-heden)

### Koningen van Pruisen
- Frederik I van Pruisen (1657-1713), koning in Pruisen (1701-1713), daarvoor als Frederik III keurvorst van Brandenburg (1688-1713)
- Frederik II "de Grote" van Pruisen of der Alte Fritz (1712–1786), koning in Pruisen (1740–1786), vanaf 1772 koning van Pruisen
- Frederik Willem I van Pruisen (1688-1740), "de Soldatenkoning", koning in Pruisen (1713-1740)
- Frederik Willem II van Pruisen (1744-1797), der dicke Lüderjahn, koning van Pruisen (1786-1797)
- Frederik Willem III van Pruisen (1770-1840), koning van Pruisen (1797-1840)
- Frederik Willem IV van Pruisen (1795-1861), koning van Pruisen (1840-1861)

### Koningen van Saksen
- Frederik August I "de Rechtvaardige" van Saksen (1750-1827), koning van Saksen (1806-1827), daarvoor als Frederik August III keurvorst van Saksen (1763-1806)
- Frederik August II van Saksen (1797-1854), koning van Saksen (1836-1854)
- Frederik August III van Saksen (1865-1932), laatste koning van Saksen (1904-1918)

### Koningen van Württemberg
- Frederik I van Württemberg (1754-1816), als Frederik II hertog van Württemberg (1797-1803), daarna als Frederik I keurvorst (1803-1806) en koning (1806-1816) van Württemberg

### Koningen van Zweden
- Frederik I van Zweden (1676-1751), koning van Zweden (1720-1751) en landgraaf van Hessen-Kassel (1730-1751)

### Keurvorsten van Brandenburg
- Frederik I van Brandenburg (1371-1440), keurvorst van Brandenburg (1415-1440)
- Frederik II "de IJzeren" van Brandenburg (1413-1471), keurvorst van Brandenburg (1440-1471)
- Frederik III van Brandenburg (1657-1713), keurvorst van Brandenburg (1688-1713), als Frederik I koning in Pruisen (1701-1713)
- Frederik Willem I van Brandenburg (1620-1688), der Große Kurfürst, keurvorst van Brandenburg (1640-1688)

### Keurvorsten van Hessen-Kassel
- Frederik Willem I van Hessen-Kassel (1802-1875), keurvorst van Hessen-Kassel (1847-1866)

### Keurvorsten van de Palts
- Frederik I "de Overwinnaar" van de Palts (1425-1476), keurvorst van de Palts (1425-1451)
- Frederik II van de Palts (1482-1556), keurvorst van de Palts (1544-1556)
- Frederik III "de Vrome" van de Palts (1515-1576), keurvorst van de Palts (1559-1576)
- Frederik IV van de Palts (1574-1610), keurvorst van de Palts (1583-1610)
- Frederik V van de Palts (1596-1632), keurvorst van de Palts (1610-1620) en koning van Bohemen (1619-1620)

### Keurvorsten van Saksen
- Frederik I "de Strijdbare" van Saksen (1370-1428), keurvorst van Saksen (1423-1428)
- Frederik II "de Zachtmoedige" van Saksen (1412-1464), keurvorst van Saksen (1428-1464) en landgraaf van Thüringen (1440-1445)
- Frederik III "de Wijze" van Saksen (1463-1525), keurvorst van Saksen (1486-1525)
- Frederik August I "de Sterke" van Saksen (1670-1733), keurvorst van Saksen (1694-1733), als August II koning van Polen en grootvorst van Litouwen (1697-1704 en 1709-1733)
- Frederik August II "de Dikke" van Saksen (1696-1763), keurvorst van Saksen (1733-1763), als August III koning van Polen (1733-1763)

### Groothertogen van Baden
- Frederik I van Baden (1826-1907), groothertog van Baden (1856-1907)
- Frederik II van Baden (1857-1928), groothertog van Baden (1907-1918)

### Groothertogen van Mecklenburg-Schwerin
- Frederik Frans I van Mecklenburg-Schwerin (1756-1837), groothertog van Mecklenburg-Schwerin (1815-1837)
- Frederik Frans II van Mecklenburg-Schwerin (1823-1883), groothertog van Mecklenburg-Schwerin (1842-1883)
- Frederik Frans III van Mecklenburg-Schwerin (1851-1897), groothertog van Mecklenburg-Schwerin (1883-1897)
- Frederik Frans IV van Mecklenburg-Schwerin (1882-1945), groothertog van Mecklenburg-Schwerin (1897-1918)

### Groothertogen van Mecklenburg-Strelitz
- Frederik Willem van Mecklenburg-Strelitz (1819-1904), groothertog van Mecklenburg-Strelitz (1860-1904)

### Groothertogen van Oldenburg
- Frederik August van Oldenburg (1852-1931), laatste groothertog van Oldenburg (1900-1918)

### Hertogen van Anhalt
- Frederik I van Anhalt (1831-1904), hertog van Anhalt (1871-1904)
- Frederik II van Anhalt (1856-1918), hertog van Anhalt (1904-1918)

### Andere koninklijke hoogheden en edellieden

#### Frederik I
- Frederik I van Baden-Baden (1249-1268), markgraaf van Baden-Baden (1250-1268)
- Frederik I van Hessen-Homburg (1585-1638), landgraaf van Hessen-Homburg (1596-1638)
- Frederik I van Luxemburg (10e eeuw), graaf van Luxemburg
- Frederik I van Mantua (1441-1484), markgraaf van Mantua (1478-1484)
- Frederik I "de Stoutmoedige" van Meißen (1310-1349), markgraaf van Meißen (1291-1323) en landgraaf van Thüringen (1298-1307)
- Frederik I "de Katholieke" van Oostenrijk (1175-1198), hertog van Oostenrijk (1194-1198)
- Frederik I van Saksen-Gotha-Altenburg (1646-1691), hertog van Saksen-Gotha-Altenburg (1680-1691)
- Frederik I van Württemberg (1557-1608), hertog van Württemberg (1593-1608)
- Frederik I van Zwaben (1050-1105), hertog van Zwaben (1079-1105)

#### Frederik II
- Frederik II van Baden-Eberstein (overleden 1333), markgraaf van Baden-Eberstein (1291-1333)
- Frederik II van Hessen-Homburg (1638-1708), landgraaf van Hessen-Homburg (1677-1708)
- Frederik II van Hessen-Kassel (1720-1785), landgraaf van Hessen-Kassel (1760-1785)
- Frederik II van Mantua (1500-1540), markgraaf (1519-1530) en hertog (1530-1540) van Mantua en markgraaf van Monferrato (1533-1540)
- Frederik II "de Ernstige" van Meißen (1310-1349), markgraaf van Meißen (1323-1349)
- Frederik II "de Strijdbare" van Oostenrijk (1211-1246), hertog van Oostenrijk (1230-1246)
- Frederik II van Saksen-Gotha-Altenburg (1676-1732), hertog van Saksen-Gotha-Altenburg (1691-1732)
- Frederik II van Sleeswijk-Holstein-Gottorp (1568-1587), hertog van Sleeswijk-Holstein-Gottorp (1586-1587)
- Frederik II "de Eenogige" van Zwaben (1090–1147), hertog van Zwaben (1105–1147)

#### Frederik III
- Frederik III "de Vredelievende" van Baden-Baden (1326-1353), markgraaf van Baden-Baden (1348-1353)
- Frederik III van Hessen-Homburg (1673-1746), landgraaf van Hessen-Homburg (1708-1746)
- Frederik III "de Strenge" van Meißen (1332-1381), markgraaf van Meißen en landgraaf van Thüringen (1349-1381)
- Frederik III van Saksen-Gotha-Altenburg (1699-1772), hertog van Saksen-Gotha-Altenburg (1732-1772)
- Frederik III van Sleeswijk-Holstein-Gottorp (1597–1659), hertog van Sleeswijk-Holstein-Gottorp (1616–1659)

#### Frederik IV
- Frederik IV van Hessen-Homburg (1724-1751), landgraaf van Hessen-Homburg (1746-1751)
- Frederik IV "de Strijdbare" van Meißen (1370-1428), markgraaf van Meißen (1381-1428) en als Frederik I keurvorst van Saksen (1423-1428)
- Frederik IV "met de Lege Beurs" van Oostenrijk (1382-1439), hertog van Voor-Oostenrijk en graaf van Tirol (1406-1439)
- Frederik IV van Saksen-Gotha-Altenburg (1774-1825), hertog van Saksen-Gotha-Altenburg (1822-1825)
- Frederik IV van Sleeswijk-Holstein-Gottorp (1671-1702), hertog van Sleeswijk-Holstein-Gottorp (1695-1702)
- Frederik IV "de Eenvoudige" van Thüringen (1384-1440), landgraaf van Thüringen (1406-1440)
- Frederik IV van Zwaben (1145-1167), hertog van Zwaben (1152-1167)

#### Frederik V
- Frederik V van Baden-Durlach (1594-1659), markgraaf van Baden-Durlach (1622-1659)
- Frederik V van Hessen-Homburg (1748-1820), landgraaf van Hessen-Homburg (1751-1820)
- Frederik V van Zwaben (1164-1170), hertog van Zwaben (1167-1170)

#### Frederik VI
- Frederik VI van Baden-Durlach (1617-1677), markgraaf van Baden-Durlach (1659-1677)
- Frederik VI van Hessen-Homburg (1769-1829), landgraaf van Hessen-Homburg (1820-1829)
- Frederik VI van Zwaben (1167-1191), hertog van Zwaben (1170-1191)

#### Frederik VII
- Frederik VII van Baden-Durlach (1647-1709), markgraaf van Baden-Durlach (1677-1709)

#### Overige
- Frederik der Nederlanden (1797-1881), prins der Nederlanden, oprichter van de Koninklijke Militaire Academie in Breda
- Frederik der Nederlanden (1836-1846), prins der Nederlanden
- Frederik van Hannover (1707-1751), kroonprins van Groot-Brittannië
- Frederik van Hessen-Eschwege (1617-1655), landgraaf van Hessen-Eschwege (1632-1655)
- Frederik van Hessen-Philippsthal-Barchfeld (1727-1777), landgraaf van Hessen-Philippsthal-Barchfeld (1761-1777)
- Frederik van Nassau (1799-1845), prins van Nassau, generaal-majoor in Oostenrijk
- Frederik van Nassau-Weilburg (1640-1675), graaf van Nassau-Weilburg (1655-1675)
- Frederik van Oranje-Nassau (1774-1799), Nederlands prins en militair
- Frederik Adolf van Zweden (1750-1803), prins van Zweden
- Frederik August van Nassau-Usingen (1738-1816), vorst van Nassau-Usingen (1803-1806), hertog van Nassau (1806-1816)
- Frederik August van Oldenburg (1711-1785), prins-bisschop van Lübeck (1750-1785)
- Frederik August van Oldenburg (1936-2017), Duits hertog
- Frederik Christiaan van Saksen (1893-1968), Duits prins
- Frederik Hendrik van Oranje (1584-1647), prins van Oranje en stadhouder (1625-1647), bijgenaamd "de Stedendwinger"
- Frederik Lodewijk van Nassau-Ottweiler (1651-1728), graaf van Nassau-Ottweiler (1680-1728)
- Frederik Willem I van Nassau-Siegen (1680-1722), vorst van Nassau-Siegen (1691-1722)
- Frederik Willem II van Nassau-Siegen (1706-1734), vorst van Nassau-Siegen (1722-1734)
- Frederik Willem van Brunswijk (1771-1815), "de Zwarte Hertog", hertog van Brunswijk-Lüneburg (1806-1807/1813-1815)
- Frederik Willem van Nassau-Weilburg (1768-1816), vorst van Nassau-Weilburg (1788-1806), vorst van Nassau (1806-1816)

## Bekende naamdragers

### Frédéric
- Frédéric Chopin, Pools componist en pianist

### Frederico
- Frederico Chaves Guedes (Fred), Braziliaanse voetballer

### Frederik
- Frédérik Deburghgraeve (Fredje), Belgisch zwemmer
- Frederik van Eeden, Nederlands psychiater en schrijver
- Frederik de Groot, Nederlands acteur
- Frederik de Houtman, Nederlands eerste Indiëreiziger, taalkundige en astronoom
- Frederik Jan Georg de Jonge (Freek), Nederlands cabaretier
- Frederik Willem de Klerk, president van Zuid-Afrika (1989-1997)
- Frederik Magle, Deens componist, organist en pianist
- Frederik Muller, boekhandelaar in Amsterdam
- Frederik Muller & Co., kunstveilinghuis in Amsterdam
- Frederik Muller Jzn, Nederlands classicus
- Jan Frederik Helmers, Nederlands dichter en zakenman
- Willem Frederik Hermans, een van de drie belangrijkste naoorlogse Nederlandse schrijvers

### Freek
- Freek Bartels (1986), Nederlands zanger
- Freek van der Gijp (1919 - 2006), Nederlands voetballer en voetbaltrainer
- Freek Golinski (1991), Belgisch badmintonspeler
- Freek Jansen (politicus) (1992), Nederlands politicus
- Freek de Jonge (cabaretier) (1944), Nederlands cabaretier
- Freek de Jonge (verzetsstrijder) (1915 - 1949), Nederlands verzetsstrijder
- Freek van Muiswinkel (acteur) (1935 - 1999), Nederlands acteur
- Freek Neirynck (1949 - 2019), Belgisch toneelregisseur
- Freek Staps (1976), Nederlandse journalist
- Freek Vonk (1983), Nederlands bioloog en televisiepersoonlijkheid